# Ford FK
Ford FK, скорочення від «Ford Köln» — це серія вантажівок середньої вантажопідйомності, виготовлених німецькою компанією Ford на заводі в Кельні (Кельн) у двох поколіннях з 1951 по 1961 рік. Назва Ford «Köln» замінена попередні значки Rhein і Ruhr, оскільки конкурент Krupp (Südwerke) тихо захистив їх авторським правом. Після 1961 року компанія Ford у Німеччині вийшла з виробництва вантажівок, зосередившись на легких позашляховиках та імпорті з Ford UK.

## Перше покоління

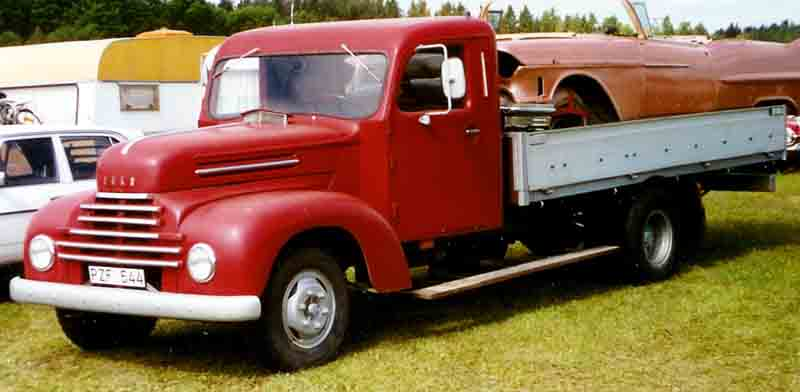

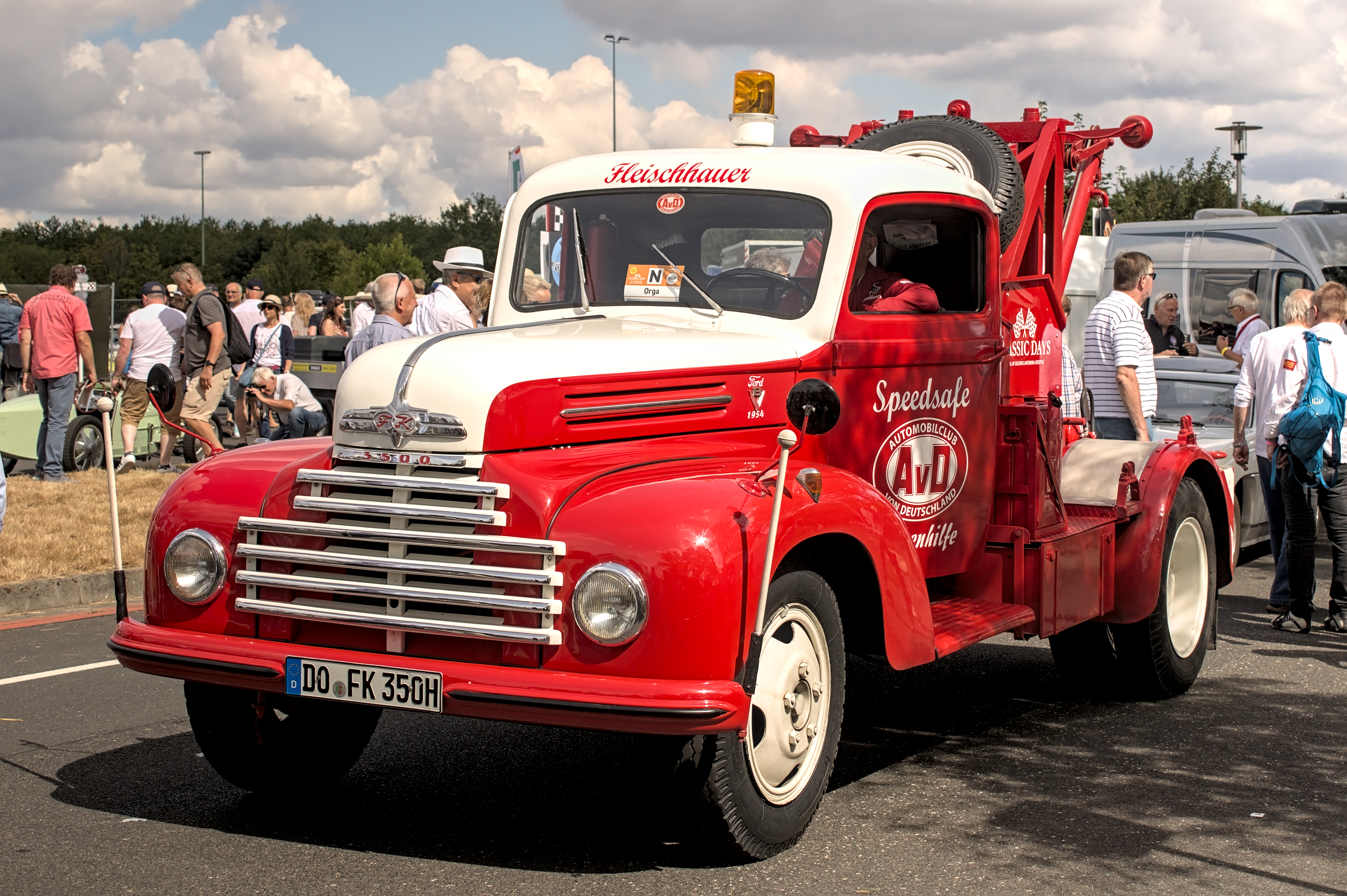
Ford FK G398

Перша серія Ford FK з’явилася в 1951 році в трьох моделях ваги: 2-тонні (4400 фунтів) FK 2000 з 3,3-літровим чотирициліндровим бензиновим двигуном G28T потужністю 52 к.с. (38 кВт); 3-тонний (6600 фунтів) FK 3000 з його версією потужністю 57 к.с. (42 кВт); і 3+1⁄2-тонний (7700 фунтів) FK 3500 з бензиновим двигуном V8 G29T потужністю 52 к.с. (38 кВт) (цей двигун отримав 5 кінських сил у 1952 році). Фари FK були вбудовані в крила, а решітка радіатора складалася з семи горизонтальних хромованих смуг. Попередня, менша серія вантажівок Ford Rhein була побудована з бензиновим двигуном V8, але оскільки він був не дуже економічним, Ford вирішив встановити дизельний двигун. Вибір припав на агрегат потужністю 94 к.с. (69 кВт) об’ємом 4080 см3 (249,0 куб. дюймів) від американського виробника двигунів Hercules; двигун був виготовлений за ліцензією для Ford фірмою Knorr у Мюнхені з системою впорскування палива Bosch. Він був встановлений у серії Rhein, а також у 3+1⁄2 тонни (7700 фунтів) FK 3500D і більшого робочого об’єму, 4 тонни (8800 фунтів) FK 4000, який надійшов у 1953 році. Проблеми надійності спонукали Ford швидко переналаштувати дизель на 85 к.с. (63 кВт).
У 1953 році малопотужні чотирициліндрові двигуни, перенесені з Ford BB 1932 року і розроблені на основі двигуна моделі A 1927 року, були припинені. У червні 1954 року з’явився FK 4000 S/D, який мав версію дизеля Hercules об’ємом 4460 см3. Порівняно високообертові дизелі Hercules із низьким рівнем стиснення мали дуже погану репутацію щодо якості та завдали шкоди репутації Ford на ринку вантажівок. У цей час Ford Köln також отримав оновлену кабіну з квадратною хромованою решіткою радіатора, розділеним вітровим склом і коротшим капотом. Коротша кабіна дозволила збільшити вантажний простір із кращим розподілом ваги.
Версії Forward Control також були запропоновані на ринок, але лише невелика кількість одиниць була фактично продана.

## Друге покоління

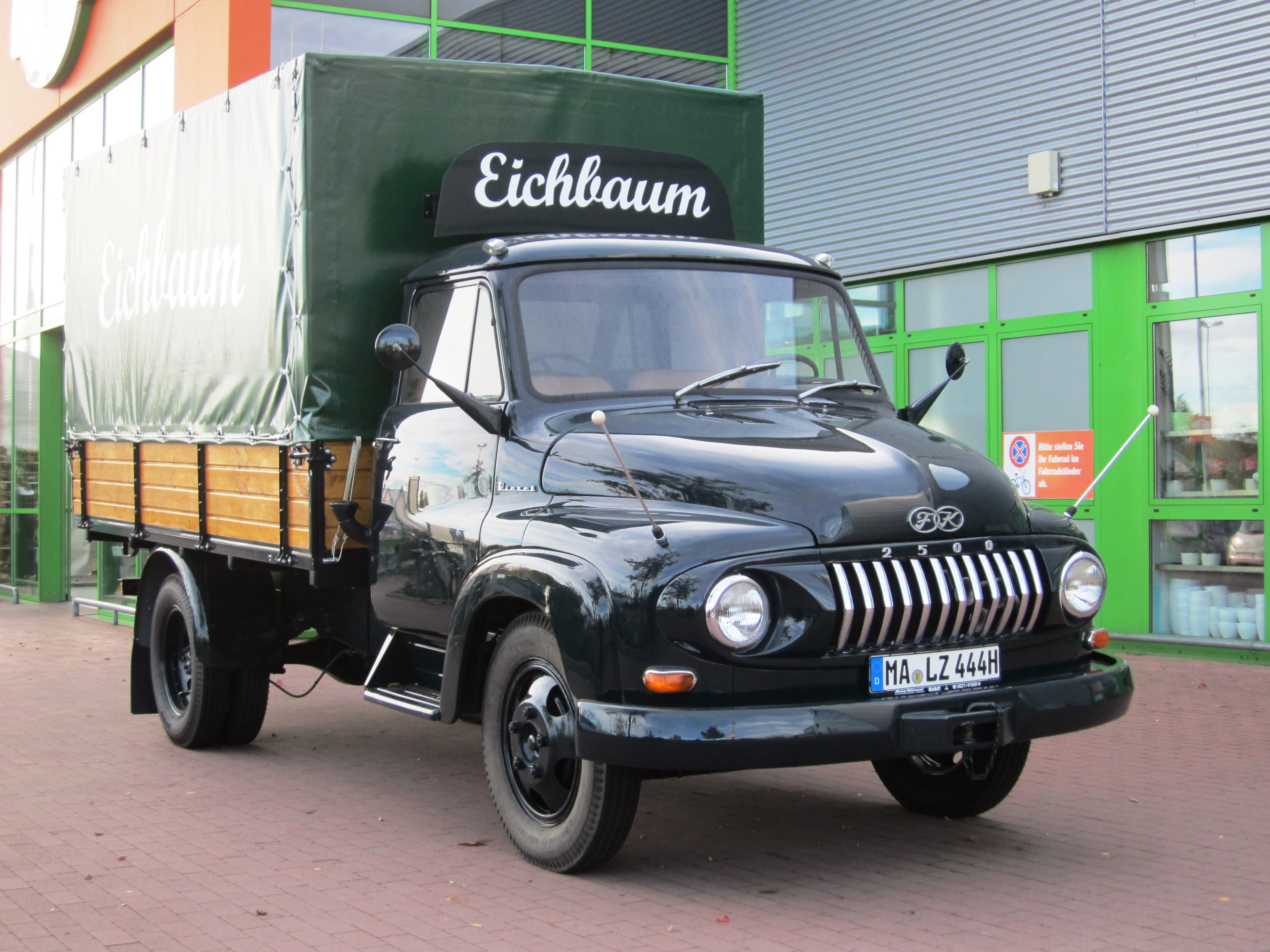
Ford FK 2500 Diesel

Друге покоління FK було представлено в самому кінці 1955 року і отримало прізвисько Haifisch («Акула») через їх зубасті решітки. Форма була дуже сучасною, з цільним, вигнутим лобовим склом, закругленим носом і решіткою радіатора з дванадцятьма вертикальними хромованими елементами. Асортимент включав три основні моделі: 2,5 тонни (5500 фунтів) FK 2500, 3,5 тонни (7700 фунтів) FK 3500 і 4,5 тонни (9900 фунтів) FK 4500. FK має драбинну раму шасі з листовими ресорами. передні та задні та гідравлічні гальма на всіх чотирьох колесах. Були доступні чотири- або п'ятиступінчасті коробки передач. У той час як бензинові моделі зберегли попередній 3,9-літровий V8 потужністю 100 к.с. (73,5 кВт), дизельні двигуни були абсолютно новими: це були двотактні дизелі у форматі V4 або V6, об’ємом 2,8 або 4,2 літра. Заявлена максимальна потужність становила 80 і 120 к.с. (59 і 88 кВт) відповідно.
Двотактну конструкцію, розроблену професором Гансом Лістом із Граца, Австрія, для його компанії AVL, було обрано, оскільки вважалося, що її мінімальна кількість рухомих частин забезпечить як надійність, так і економічність. Однак дійсність показала інше. Циліндри деформувалися навколо випускних отворів, і поломки двигунів були повними. У першій половині 1956 року гарантійні вимоги перевищили кількість поставок нових вантажівок. Виробництво нових двигунів неодноразово припинялося, щоб мати можливість провести реконструкцію. До середини 1957 року дизелі були припинені, залишивши лише бензиновий V8 для солдатів до 1961 року. Катастрофічний досвід, як правило, приписують припинення участі Ford Німеччини у вантажівках. Інструменти для пресування кабіни були передані Ford UK у 1962 році, який використовував їх для Thames Trader NC, пізніше проданого як Ford K-серії.